# Port Bo (Calella de Palafrugell)
Port Bo o el Portbò és el barri marítim de Calella de Palafrugell (Baix Empordà), un conjunt històric declarat bé cultural d'interès nacional. Inclou com a element destacat el conjunt de les Voltes i queda emmarcat per es Roques d'en Pells, es Còdol i les Roques del Fesol.

## Història

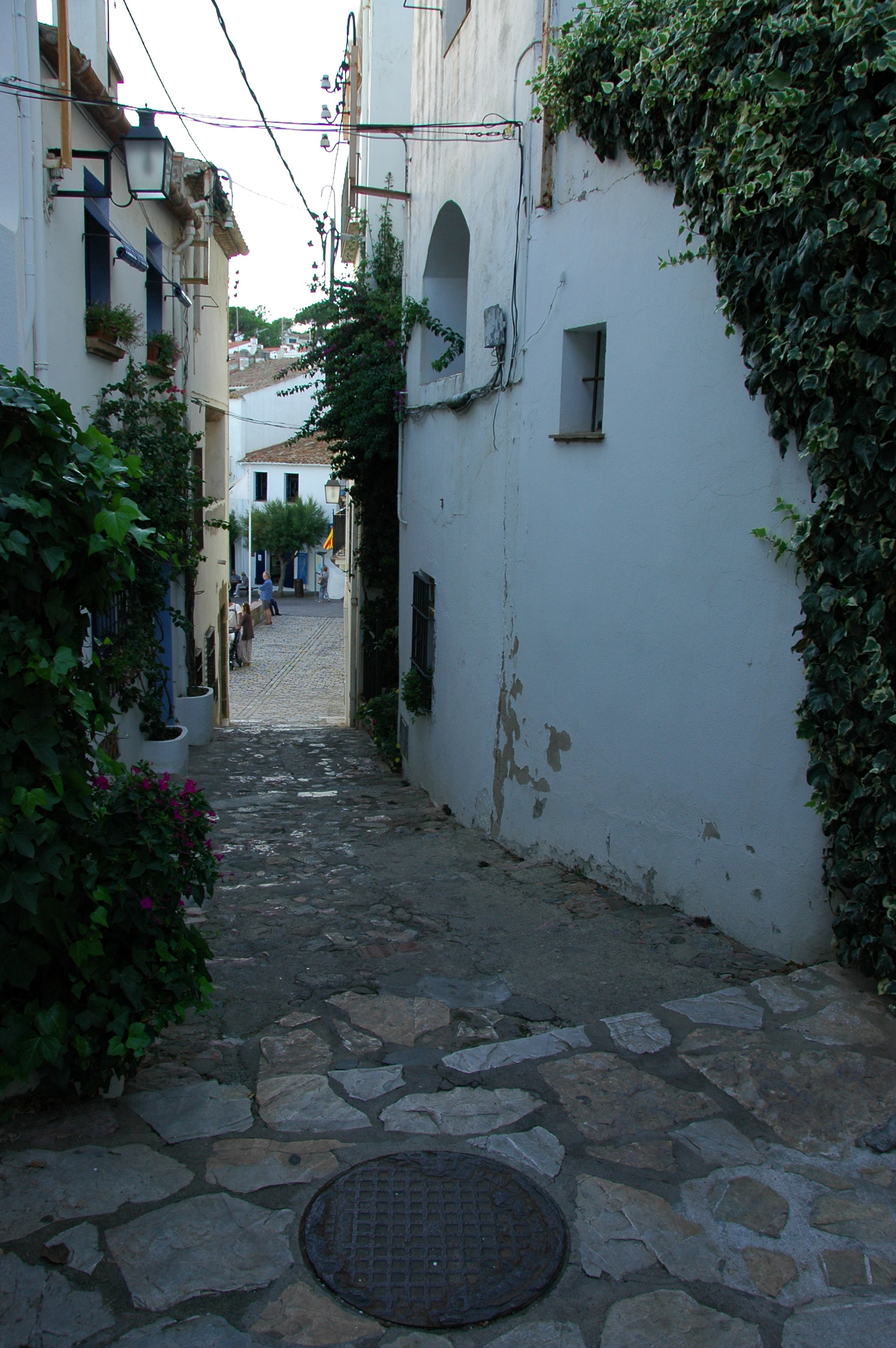
Carrer Bofill i Codina

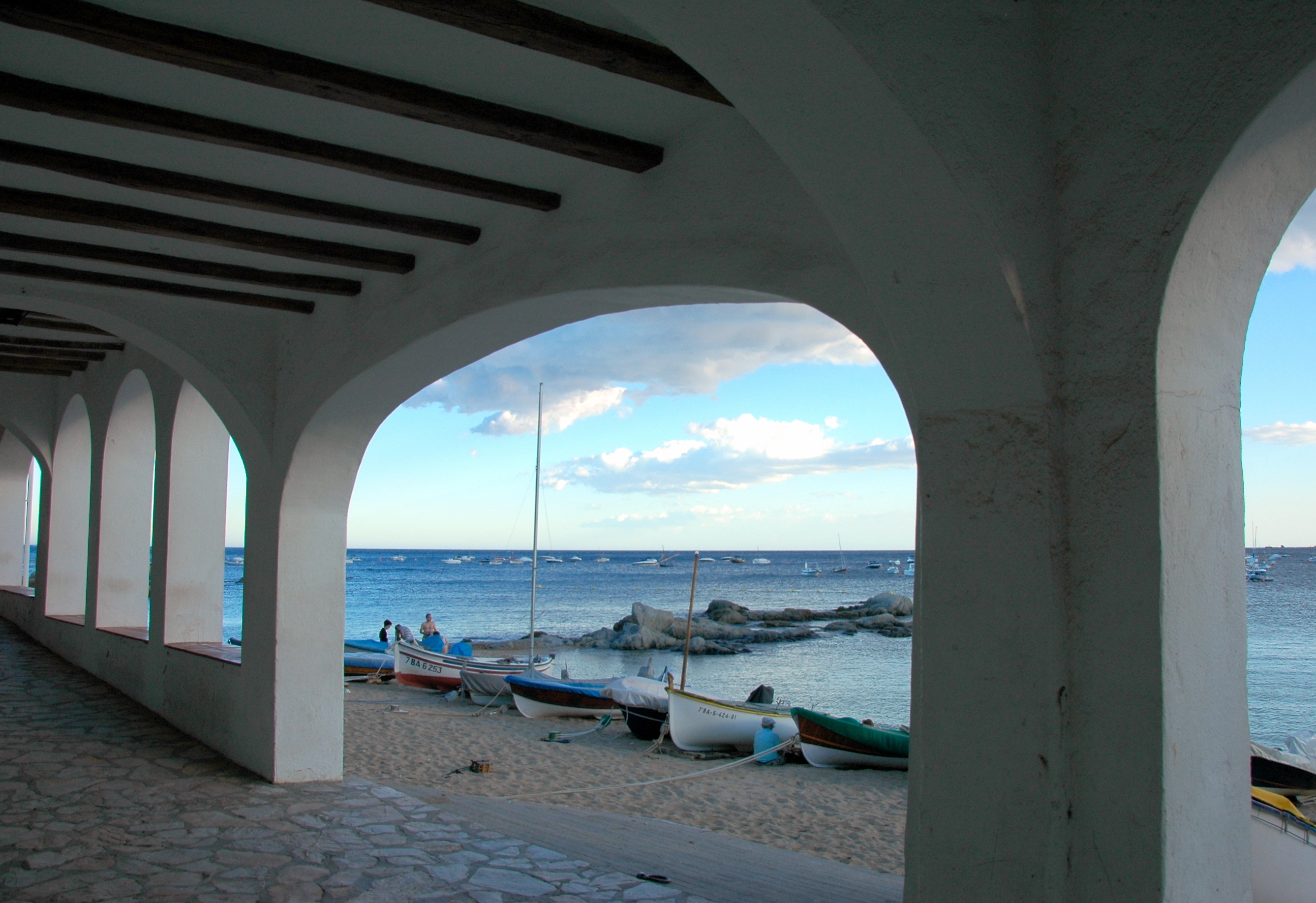
Les Voltes

La platja de Port Bo fou originàriament el port natural de Palafrugell; i esdevingué un centre d'activitat pesquera i comercial i de productes locals (corall, blat, vi o suro) destinats a ports catalans, valencians, murcians, andalusos, francesos o italians. El barri marítim de Calella de Palafrugell, inicialment ocupat per barraques de pescadors, va començar a poblar-se vers la fi del segle xviii. Durant el segle xix i principis del xx, tingué funcions de port de cabotatge, i després passà a ús exclusiu per a la pesca fins a l'arribada del turisme.

## Descripció
El Port Bo és el barri més meridional dels nuclis marítims del terme, entre la punta d'en Blanc i la dels Forcats. Conserva el traçat original dels carrers, d'un gran tipisme, i els blancs edificis porxats en primera línia de mar, que potser servien d'aixopluc dels estris de pesca, amb les barques varades a la sorra com a testimonis d'una activitat passada que encara perdura. Tot aquest conjunt és un exemple d'arquitectura tradicional que conserva el seu encant, igual que la majoria dels edificis que flanquegen els carrers interiors.

### Les Voltes
El conjunt de les Voltes està situat a la dreta del Port Bo, davant del mar. Es tracta de quatre edificis a la part inferior dels quals hi ha dos arcs de mig punt en cadascun, i un arc de la mateixa tipologia a les bandes laterals, que formen un espai porxat. A l'interior d'aquest espai hi ha un arc escarser a cada mitgera i embigats de fusta. El conjunt es troba arrebossat i emblanquinat.
Les Voltes són d'un gran interès com a mostra d'arquitectura popular (les del carrer Miramar són modernes i es bastiren com una imitació de l'arquitectura tradicional del lloc). Van ser utilitzades temps enrere per subhastar-hi el peix, per cosir-hi xarxes, com a lloc de guaita i de tertúlia dels pescadors, etc. Actualment, un cop desapareguda la funció del nucli com a poblet de pescadors i transformat en un centre turístic, l'espai s'utilitza com a terrassa i menjador d'un restaurant.